# Canoa/kayak ai Giochi della XXVII Olimpiade - C1 1000 metri maschile

## Batterie
Hanno partecipato alle batterie di qualificazione 18 atleti: i primi tre delle batterie si sono qualificati direttamente per la finale, i seguenti 9 migliori tempi hanno disputato la semifinale.
26 settembre 2000
| Posizione | Atleta               | Paese      | Tempo    | Qual |
| --------- | -------------------- | ---------- | -------- | ---- |
| 1         | Ledis Balceiro       | Cuba       | 3:55.120 | QF   |
| 2         | Stephen Giles        | Canada     | 3:55.396 | QF   |
| 3         | Peter Páleš          | Slovacchia | 3:58.036 | QF   |
| 4         | Efims Klementjevs    | Lettonia   | 3:58.840 | QS   |
| 5         | Nikolay Bukhalov     | Bulgaria   | 3:59.092 | QS   |
| 6         | Maxim Opalev         | Russia     | 4:00.568 | QS   |
| 7         | György Zala          | Ungheria   | 4:00.754 | QS   |
| 8         | Kaysar Nurmaganbetov | Kazakistan | 4:01.438 | QS   |
| 9         | Nikica Ljubek        | Croazia    | 4:10.954 |      |

| Posizione | Atleta                | Paese       | Tempo    | Qual |
| --------- | --------------------- | ----------- | -------- | ---- |
| 1         | Andreas Dittmer       | Germania    | 3:53.962 | QF   |
| 2         | Martin Doktor         | Rep. Ceca   | 3:55.216 | QF   |
| 3         | Christian Frederiksen | Norvegia    | 3:55.378 | QF   |
| 4         | Éric le Leuch         | Francia     | 3:55.726 | QS   |
| 5         | Florin Huidu          | Romania     | 3:56.770 | QS   |
| 6         | Andreas Kilingaridis  | Grecia      | 4:01.042 | QS   |
| 7         | José Manuel Crespo    | Spagna      | 4:04.628 | QS   |
| 8         | Jordan Malloch        | Stati Uniti | 4:05.440 |      |
| 9         | Daniel Jędraszko      | Polonia     | 4:25.726 |      |

## Semifinale
I primi tre atleti della semifinale si sono qualificati per la finale, raggiungendo i sei già qualificati.
28 settembre 2000
| Posizione | Atleta               | Paese      | Tempo    | Qual |
| --------- | -------------------- | ---------- | -------- | ---- |
| 1         | Maxim Opalev         | Russia     | 4:01.222 | QF   |
| 2         | Efims Klementjevs    | Lettonia   | 4:01.300 | QF   |
| 3         | Éric le Leuch        | Francia    | 4:02.038 | QF   |
| 4         | György Zala          | Ungheria   | 4:03.226 |      |
| 5         | Florin Huidu         | Romania    | 4:03.910 |      |
| 6         | José Manuel Crespo   | Spagna     | 4:04.042 |      |
| 7         | Kaysar Nurmagambetov | Kazakistan | 4:05.206 |      |
| 8         | Nikolay Bukhalov     | Bulgaria   | 4:05.236 |      |
| 9         | Andreas Kilingaridis | Grecia     | -        | SQ   |

## Finale
30 settembre 2000
| Posizione | Atleta                | Paese      | Tempo    |
| --------- | --------------------- | ---------- | -------- |
|           | Andreas Dittmer       | Germania   | 3:54.379 |
|           | Ledis Balceiro        | Cuba       | 3:56.071 |
|           | Stephen Giles         | Canada     | 3:56.437 |
| 4         | Éric le Leuch         | Francia    | 3:57.217 |
| 5         | Christian Frederiksen | Norvegia   | 3:58.159 |
| 6         | Maxim Opalev          | Russia     | 4:04.042 |
| 7         | Efims Klementjevs     | Lettonia   | 4:00.931 |
| 8         | Martin Doktor         | Rep. Ceca  | 4:02.335 |
| 9         | Peter Páleš           | Slovacchia | 4:03.091 |